# Jérôme Fernandez
Jérôme Fernandez (* 7. März 1977 in Cenon) ist ein französischer Handballtrainer und ehemaliger Handballspieler spanischer Abstammung. Fernandez hat von 1997 bis 2015 390 Länderspiele für die französische  Männer-Handballnationalmannschaft bestritten und ist mit 1463 Toren Frankreichs Rekordtorschütze. Er ist Ritter der französischen Ehrenlegion und Offizier des französischen Nationalverdienstordens.
Fernandez, der zuletzt für Pays d’Aix UC spielte und für die französische Männer-Handballnationalmannschaft (Rückennummer 2) auflief, konnte im Rückraum vielseitig eingesetzt werden; am liebsten spielte der Rechtshänder im Rückraum links.

## Vereinskarriere
Jérôme Fernandez begann beim Club La Bastidienne mit dem Handballspiel. Ab 1985 spielte er in Carbon-Blanc. 1993 wechselte er zu Girondins de Bordeaux HBC und 1997 weiter zu Toulouse Union HB. Mit Toulouse gewann er 1997/1998 den französischen Pokal. 1999 heuerte er bei Montpellier HB an; mit diesem Verein gewann er 1999/2000 und 2001/02 die französische Meisterschaft sowie 1999/2000, 2000/01 und 2001/02 den französischen Pokal.
2002 wechselte er zum FC Barcelona. Mit Barcelona gewann er 2002/03 und 2005/06 die spanische Meisterschaft, 2002/03 den EHF-Pokal, 2003/04 und 2006/07 den Copa del Rey de Balonmano, 2003/2004 den spanischen Supercup, 2003/2004 den europäischen Supercup sowie den Copa ASOBAL und 2004/05 die EHF Champions League. Im Jahr 2008 machte Ligakonkurrent BM Ciudad Real Jérôme Fernandez ein Vertragsangebot, das er annahm. Mit Ciudad Real gewann er 2008/09 die spanische Meisterschaft und die EHF Champions League. In der Saison 2009/10 folgte eine weitere spanische Meisterschaft.
Im September 2010 wechselte Jérôme Fernandez als kurzfristiger Ersatz für den verletzten Daniel Narcisse zum deutschen Meister THW Kiel. Zum Ende der Saison 2010/11 wurde er ebenfalls kurzfristig vom französischen Erstligisten Fenix Toulouse Handball verpflichtet, für den er bereits von 1997 bis 1999 spielte. Ab dem Sommer 2015 stand er bei Pays d’Aix UC unter Vertrag. Nach der Saison 2016/17 beendete er seine Karriere.

## Nationalmannschaft
Zu seinen Erfolgen im Nationalteam gehören die Siege bei den Weltmeisterschaften 2001, 2009, 2011 und 2015. Bronze gewann er bei der Weltmeisterschaft 2003 und der Weltmeisterschaft 2005.
Er gewann mit seiner Mannschaft die Europameisterschaft 2006, 2010 und 2014.
Bei den Olympischen Spielen 2008 in Peking und 2012 in London gewann er mit Frankreich die Goldmedaille.

## Trainerlaufbahn
Fernandez übte ab seinem Wechsel zu Pays d’Aix UC im Jahre 2015 zusätzlich das Amt des Co-Trainers aus. In der Saison 2016/17 war er als Spielertrainer bei Pays d’Aix UC tätig. Ab 2017 bis 2020 war Fernandez Trainer bei Pays d’Aix UC.

## Auszeichnungen
- Ritter des französischen Nationalverdienstordens[3] (2001)
- Ritter der Ehrenlegion[2] (2012)
- Offizier des französischen Nationalverdienstordens (2013)